# Agneskirche (Krakau)

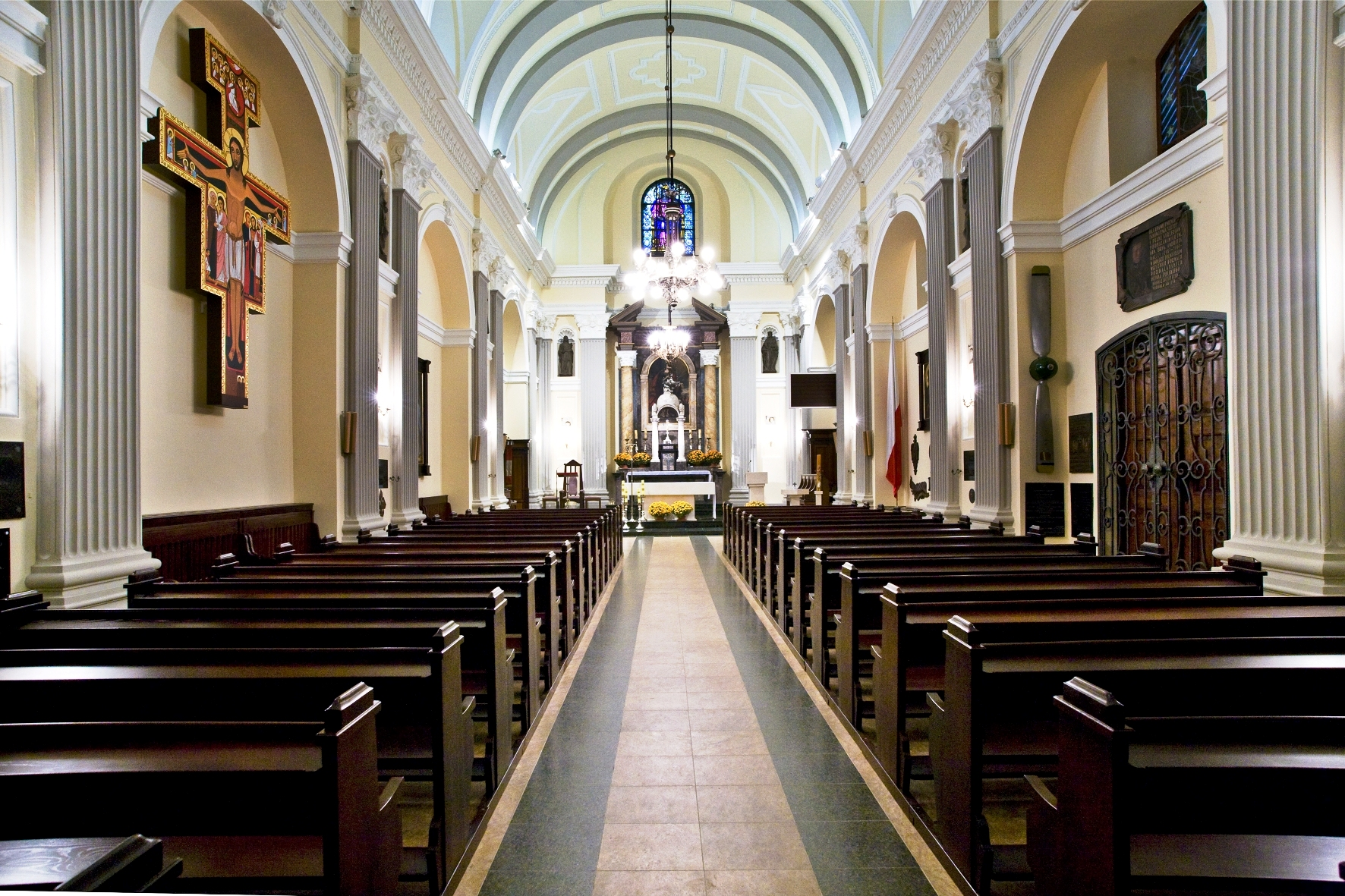
Innenraum

Die Agneskirche (polnisch Kościół św. Agnieszki) in Krakau ist eine katholische Kirche an der ul. Józefa Dietla 30 im Stadtteil Stradom südlich des Burgbergs Wawel.

## Geschichte
Die erste Agneskirche wurde an dieser Stelle 1459 vom Ritter Hińcza von Rogów gestiftet und im gotischen Stil errichtet. Sie wurde für die Bernhardinerinnen gebaut. Nach mehreren Bränden wurde von 1558 bis 1561 eine Renaissance-Kirche errichtet. Nach der Zerstörung während der Schwedischen Sintflut wurde die Kirche von 1660 bis 1680 im Stil des Barock wieder aufgebaut. Im 18. Jahrhundert zogen die Bernhardinerinnen in die Altstädter Josephskirche um. Derzeit dient die Kirche als Garnisonskirche. Im Jahr 1993 wurde General Józef Haller in der Kirche bestattet.